# یرکس (دهانه)
یرکس یک دهانه برخوردی در ماه‌ است.

## دهانه‌های اقماری
این دهانه ۱ دهانه اقماری دارد.
| Yerkes | عرض جغرافیایی | طول جغرافیایی | قطر          |
| ------ | ------------- | ------------- | ------------ |
| E      | ۱۵.۹° N       | ۵۰.۶° E       | ۱۰.۰ کیلومتر |